# Аванпроєкт
Аванпроєкт — це сукупність робіт, які виконують перед проведенням дослідно-конструкторських робіт, з метою техніко-економічного обґрунтування доцільності розроблення продукції та шляхів її створення, виробництва та експлуатації, а також, вид вихідної технічної документації, що містить обґрунтування розробки продукції та її показників, вихідні вимоги і пропозиції щодо розробки, виробництва та експлуатації продукції.
Зазвичай на цьому етапі проєктування вимагається лише обмежене число випробувань. На додаток до специфікації функцій і завдань розглядаються альтернативні концепції проєкту, розробляються і рецензуються попередні кресленики обладнання та опис робочих процесів. У детальному проєкті кресленики аванпроєкту робляться докладнішими, переглядаються і доводяться до рівня компонентів.
Аванпроєкт за цілями збігається із стадією проєктування «Технічна пропозиція», тому, при наявності аванпроєкту ця стадія не передбачається.

## Склад
У аванпроєкт включають пояснювальну записку, яка містить оцінку пропонованого напрямку, обґрунтування показників якості та техніко-економічних показників, необхідні розрахунки, схеми, кресленики, бібліографію і проєктну інформацію, а також проєкт технічного завдання на виріб.

## Стадії

### Замовлення
Вихідним документом для розробки аванпроєкту є завдання, складене замовником аванпроєкту.

### Розробка
У процесі розробки аванпроєкту проводять патентні дослідження технічного рівня і тенденції розвитку техніки по техніко-економічним розрахункам, конструкторські опрацьовування, здійснюють прогнозування основних робіт по всьому життєвому циклу виробу з використанням кількісних методів оптимізації параметрів. Розроблений аванпроєкт піддають експертизі техніко-економічних показників.

### Подача аванпроєкту
У комплект документів аванпроєкту в загальному випадку включають: пояснювальну записку, відомість аванпроєкту, схеми, таблиці та розрахунки, кресленик загального виду, габаритний кресленик. 

### Розгляд
Аванпроєкт перед затвердженням розглядає комісія, що складається з представників розробника і замовника, із запрошенням, при необхідності, фахівців інших зацікавлених організацій. За результатами розгляду аванпроєкту складають протокол і при позитивних результатах розгляду аванпроєкт рекомендують до затвердження.

### Затвердження
Затверджений розробником і споживачем аванпроєкт є необхідною умовою початку розробки виробів.

## Структура
Вихідним документом для розробки аванпроєкту є завдання, складене замовником аванпроєкту.
Умови і строки виконання аванпроєкту: встановлюються терміни початку і закінчення розробок, джерела фінансування, порядок розгляду і приймання аванпроєкту.
Іноді, під час аванпроєкту, замовник укладає контракт на виробництво дослідно-конструкторських робіт, після закінчення яких проводяться випробування дослідного зразка системи, після чого вона здається для заключного випробування.

## Наступні фази робіт
Ескізний, технічний та робочий проєкти — це продовження аванпроєкту (технічної пропозиції).